# Terry (perro)
Terry (17 de noviembre de 1933 – 1 de septiembre de 1945) fue una cairn Terrier hembra que apareció como protagonista en muchas películas de su época, la más famosa como Toto en El mago de Oz.
Ella era propiedad del célebre adiestrador Carl Spitz.

## Vida y carrera

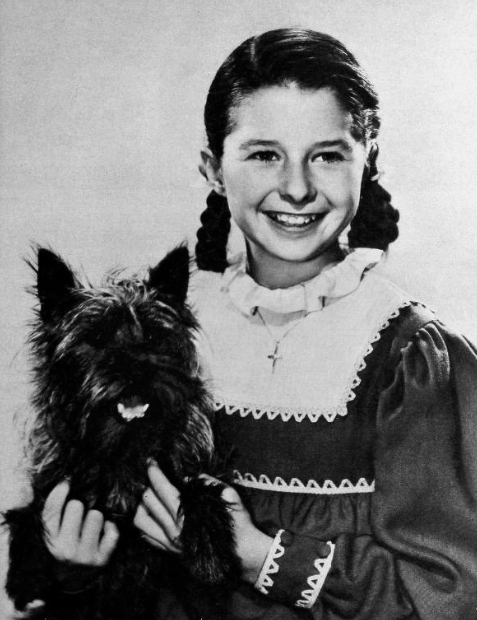
Terry como Rex, con Virginia Weidler en Bad Little Angel (1939).

Terry nació en medio de la Gran Depresión, fue entrenado y propiedad de Carl Spitz. Fue la madre de Rommy, otro cairn terrier de película, que apareció en otras películas como Reap the Wild Wind (1942) y Air Force (1943). Su primera aparición en el cine fue en Ready for Love (1934), que se estrenó el 30 de noviembre de 1934, aproximadamente un mes antes de su primera gran aparición en el cine, con Shirley Temple; en Ojos cariñosos (1934) como Rags.
Hizo sus propias acrobacias y casi pierde la vida durante el rodaje de El mago de Oz (1939), cuando uno de los guardias Winkie pisó accidentalmente su pie, rompiéndolo. Pasó dos semanas recuperándose en la residencia de Judy Garland y la actriz desarrolló un estrecho apego a ella, quiso adoptarla pero Spitz se negó. Su salario, 125 dólares por semana (equivalente a 2.300 dólares en 2020), era más que el de muchos actores humanos en la película y también más que el de la mayoría de los estadounidenses que trabajaban en ese momento. Asistió al estreno de El mago de Oz en el Grauman's Chinese Theatre y se dice que debido a la popularidad de la película, su nombre fue cambiado a Toto en 1942.
Tuvo un total de 16 apariciones en el cine, tres de las cuales se presentaron en los cines al mismo tiempo en el otoño de 1939: El mago de Oz, Mujeres y Bad Little Angel. Entre las últimas se encontraba Tortilla Flat (1942), en la que se reencontró con el director de Oz Victor Fleming y Frank Morgan, quien interpretó al Mago.
El último papel de Terry en el cine fue en Easy to Look At, estrenada tres semanas antes de su muerte. Su penúltima película, Adventures of Rusty, fue estrenada póstumamente solo cinco días después de su muerte. No fue acreditada en ambas películas.

## Muerte

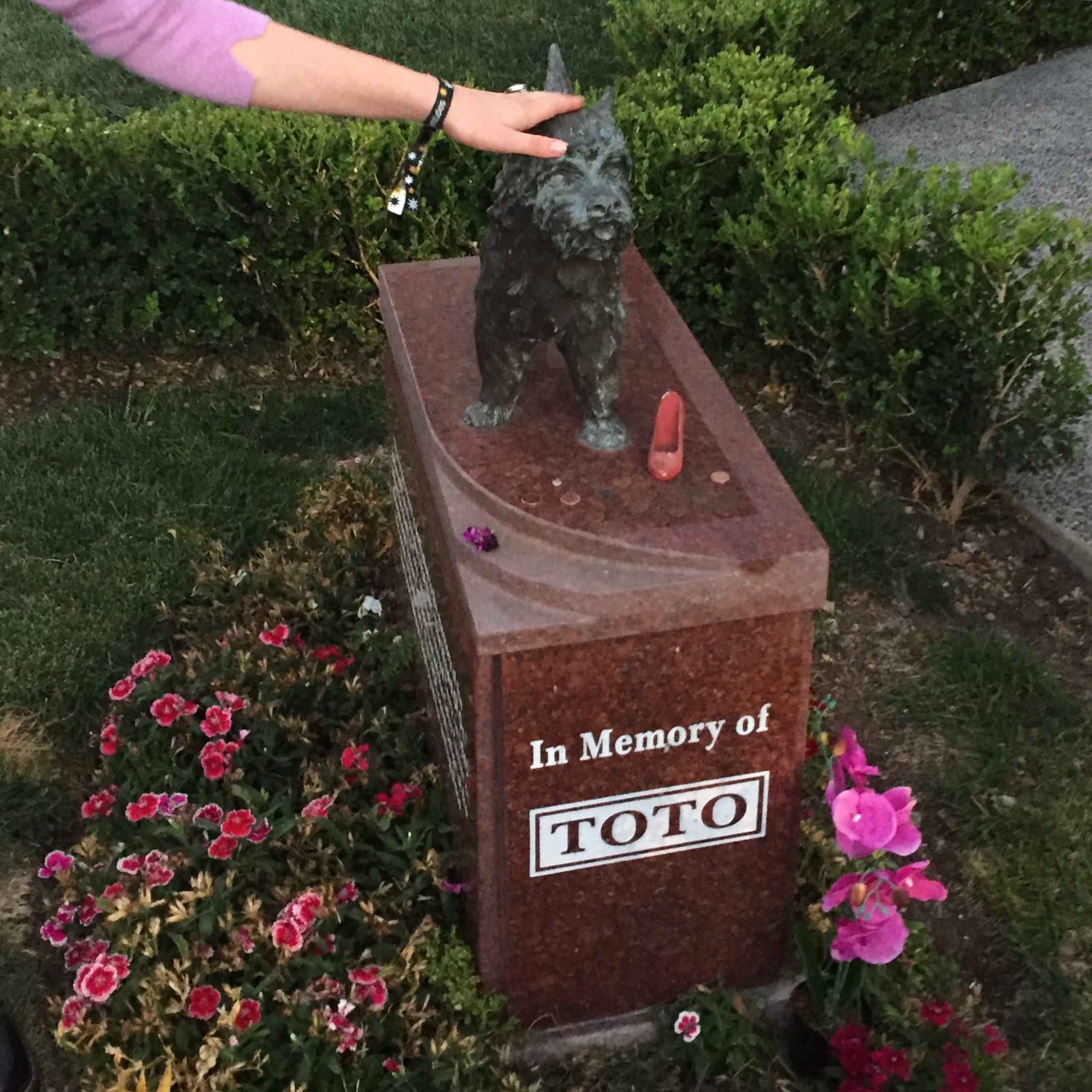
Monumento a Terry en el Hollywood Forever Cemetery.

Terry murió a los 11 años en Hollywood y fue enterrado en el rancho de Spitz en Studio City (Los Ángeles). La tumba fue destruida durante la construcción de la autopista Ventura en 1958.
El 18 de junio de 2011 se dedicó un monumento permanente a Terry, en el cementerio Hollywood Forever de Los Ángeles.
 